# Ochiul privitorului (Star Trek: Generația următoare)
„Ochiul privitorului” (titlu original: „Eye of the Beholder”) este al 18-lea episod din al șaptelea sezon (și ultimul) al serialului TV american științifico-fantastic Star Trek: Generația următoare și al 170-lea episod în total. A avut premiera la 28 februarie 1994.
Episodul a fost regizat de Cliff Bole după un scenariu de René Echevarria bazat pe o poveste de Brannon Braga.

## Prezentare
Deanna Troi investighează sinuciderea unui membru al echipajului și scoate la iveală o crimă ce a avut loc în timpul construcției navei USS Enterprise. 

## Actori ocazionali
- Mark Rolston - Walter Pierce
- Nancy Harewood - Nara
- Tim Lounibos - Lt. Daniel Kwan
- Johanna McCloy - Maddy Calloway
- Nora Leonhardt - Marla E. Finn
- Dugan Savoye - William Hodges
- Majel Barrett - Computer Voice